# 賤ヶ岳サービスエリア
賤ヶ岳サービスエリア（しずがたけサービスエリア）は、滋賀県長浜市余呉町坂口にある北陸自動車道のサービスエリアである。

## 歴史
- 1978年（昭和53年）5月20日 - 本体工事を発注[3]。
- 1986年（昭和61年）11月21日 - 供用開始[4]。

## 施設

### 上り線（米原・名古屋・大阪方面）
- 駐車場
  - 大型 38台
  - 小型 75台
- トイレ
  - 男性 大6・小10
  - 女性 18
  - 車椅子用 1（オストメイト対応）
- ガソリンスタンド（ENEOS（滋賀石油）、24時間）
- 給電スタンド（24時間）
- フードコート（KRフードサービス[5][6]、24時間）
  - 北近江のお食事処「北國堂」
  - 近江長浜ラーメン「今浜軒」
  - そば処「伊吹おろし」
- みちの市（ショッピング、24時間）
- テイクアウト（11:00 - 19:00）
- あずき茶屋（カフェ、7:00 - 19:00）
- 自動販売機
- ハイウェイ情報ターミナル
- インフォメーション（平日 9:00 - 18:00 / 土曜・日曜・祝日 9:00 - 19:00）
- FAXサービス（平日 9:00 - 18:00 / 土曜・日曜・祝日 9:00 - 19:00）
- サービスエリア・コンシェルジュ（平日 9:00 - 17:00 / 土曜・日曜・祝日 9:00 - 18:00）
- 郵便ポスト（余呉郵便局）
- ハイウェイ・メディカルコール
- ティーサービス
- 休憩所
- AED
- ベビーコーナー
- ぷらっとパーク（24時間）[6]

### 下り線（金沢・新潟・小浜方面）
- 駐車場
  - 大型 38台
  - 小型 75台
- トイレ
  - 男性 大6・小10
  - 女性 18
  - 車椅子用 1（オストメイト対応）
- ガソリンスタンド（ENEOS（滋賀石油）、24時間）
- 給電スタンド（24時間）
- フードコート（近江鉄道[5][6]、24時間）
- ショッピング（同上[5]、24時間）
  - 滋賀県立長浜農業高等学校の生徒によるイチゴジャムやクッキーが販売されている[6]。また、同校と連携したメニューがフードコートで提供される（期間限定）[6]。
- 自動販売機
- ハイウェイ情報ターミナル
- インフォメーション（平日 9:00 - 18:00 / 土曜・日曜・祝日 8:00 - 18:00）
- FAXサービス（平日 9:00 - 18:00 / 土曜・日曜・祝日 8:00 - 18:00）
- 郵便ポスト（余呉郵便局）
- ティーサービス
- 休憩所
- ハイウェイ・メディカルコール
- AED
- ぷらっとパーク（24時間）

## 隣
E8 北陸自動車道
(3)木之本IC - 賤ヶ岳SA - 刀根PA - (3-1)敦賀JCT - (4)敦賀IC